# 不朽的马克思
《不朽的马克思》（英語：Immortal Marx）是由中央党史和文献研究院、中央广播电视总台联合制作的纪念马克思诞辰200周年电视纪录片，于2018年5月3日至5月4日在中央电视台综合频道播出。

## 分集
| 集数 | 名称     | 中国播放日期 |
| ---- | -------- | ------------ |
| 上集 | 不忘初心 | 2018年5月3日 |
| 下集 | 牢记使命 | 2018年5月4日 |